# 후코이단
후코이단(Fucoidan)은 황산기와 다당류가 결합된 분자량 200,000의 성분으로 미역, 모즈쿠(モズク) 같은 갈조류에 함유되어 있다.
암세포에 대한 자살기전(아포토시스, Apoptosis)기능으로 새로이 각광 받고 있는 신물질이다.